# 패러독스 인터랙티브 게임 목록
이 항목은 패러독스 인터랙티브의 자회사에서 개발하거나 혹은 퍼블리시 한 게임들의 목록이다.

## 패러독스 인터랙티브 / 패러독스 개발 스튜디오에서 개발한 게임들

### 크루세이더 킹즈 시리즈
- 크루세이더 킹즈 (2004년 8월 28일 출시)
  - 크루세이더 킹즈: 데우스 볼트 (2007년 10월 4일 출시)
- 크루세이더 킹즈 2 (2012년 2월 14일 출시)
  - 크루세이더 킹즈 2: 이슬람의 검 (2012년 6월 27일 출시)
  - 크루세이더 킹즈 2: 로마의 유산 (2012년 10월 17일 출시)
  - 크루세이더 킹즈 2: 해지는 곳의 침공 (2012년 11월 16일 출시)
  - 크루세이더 킹즈 2: 공화국 (2013년 3월 16일 출시)
  - 크루세이더 킹즈 2: 고대 신들 (2013년 5월 28일 출시)
  - 크루세이더 킹즈 2: 아브라함의 아이들 (2013년 11월 18일 출시)
  - 크루세이더 킹즈 2: 인도의 라자들 (2014년 3월 25일 출시)
  - 크루세이더 킹즈 2: 사를마뉴 (2014년 10월 14일 출시)
  - 크루세이더 킹즈 2: 삶의 방식 (2014년 12월 7일 출시)
  - 크루세이더 킹즈 2: 기마군주들 (2015년 7월 14일 출시)
  - 크루세이더 킹즈 2: 콘클라베 (2016년 2월 2일 출시)
  - 크루세이더 킹즈 2: 사신의 수확 (2016년 8월 25일 출시)
  - 크루세이더 킹즈 2: 수도자와 신비주의자 (2017년 3월 7일 출시)
  - 크루세이더 킹즈 2: 옥룡 (2017년 11월 16일 출시)
  - 크루세이더 킹즈 2: 신성한 분노 (2018년 11월 13일 출시)
- 크루세이더 킹즈 3 (2020년 9월 1일 출시)
  - 크루세이더 킹즈 3: 북방의 군주들 (2021년 3월 16일 출시)

### 유로파 유니버설리스 시리즈
- 유로파 유니버설리스 (2001년 2월 2일 출시)
- 유로파 유니버설리스 2 (2001년 11월 12일 출시)
  - 유로파 유니버설리스 2: 아시아의 장 (2004년 3월 25일 출시)
  - 유로파 유니버설리스 2: 영광을 위하여! (2009년 11월 10일 출시)
- 유로파 유니버설리스 3 (2007년 1월 23일 출시)
  - 유로파 유니버설리스 3: 나폴레옹의 야망 (2007년 8월 22일 출시)
  - 유로파 유니버설리스 3: 인 노미네 (2008년 5월 28일 출시)
  - 유로파 유니버설리스 3: 왕위 계승자 (2009년 12월 15일 출시)
  - 유로파 유니버설리스 3: 신풍 (2010년 12월 1일 출시)
- 유로파 유니버설리스 4 (2013년 8월 13일 출시)
  - 유로파 유니버설리스 4: 천국의 정복 (2014년 1월 15일 출시)
  - 유로파 유니버설리스 4: 국부론 (2014년 5월 30일 출시)
  - 유로파 유니버설리스 4: 공화국 (2014년 7월 16일 출시)
  - 유로파 유니버설리스 4: 전술 (2014년 10월 30일 출시)
  - 유로파 유니버설리스 4: 엘도라도 (2015년 2월 26일 출시)
  - 유로파 유니버설리스 4: 상식 (2015년 6월 9일 출시)
  - 유로파 유니버설리스 4: 카자크 (2015년 12월 1일 출시)
  - 유로파 유니버설리스 4: 지중해 (2016년 4월 5일 출시)
  - 유로파 유니버설리스 4: 인간의 권리 (2016년 10월 12일 출시)
  - 유로파 유니버설리스 4: 천명 (2017년 4월 6일 출시)
  - 유로파 유니버설리스 4: 제3의 로마 (2017년 6월 14일 출시)
  - 유로파 유니버설리스 4: 문명의 요람 (2017년 11월 16일 출시)
  - 유로파 유니버설리스 4: 지배하라 브리타니아여 (2018년 3월 20일 출시)
  - 유로파 유니버설리스 4: 다르마 (2018년 9월 6일 출시)
  - 유로파 유니버설리스 4: 황금세기 (2018년 12월 10일 출시)
  - 유로파 유니버설리스 4: 황제 (2020년 6월 8일 출시)
  - 유로파 유니버설리스 4: 리바이어던 (출시 예정)

### 빅토리아 시리즈
- 빅토리아: 해가 지지 않는 제국 (2003년 11월 18일 출시)
  - 빅토리아: 혁명 (2006년 8월 17일 출시)
- 빅토리아 2 (2010년 8월 13일 출시)
  - 빅토리아 2: 어 하우스 디바이드 (2012년 2월 2일 출시)
  - 빅토리아 2: 하츠 오브 다크네스 (2013년 4월 17일 출시)
- 빅토리아 3 (2022년 10월 25일 출시)
  - 빅토리아 3 : 민중의 목소리 (2023년 5월 22일 출시)
  - 빅토리아 3 : 남부의 거상 (2023년 11월 16일 출시)
  - 빅토리아 3 : 세력권 (2024년 6월 24일 출시)

### 하츠 오브 아이언 시리즈
- 하츠 오브 아이언 (2002년 11월 24일 출시)
- 하츠 오브 아이언 2 (2005년 1월 4일 출시)
  - 하츠 오브 아이언 2: 둠스데이 (2006년 4월 7일 출시)
  - 하츠 오브 아이언 2: 아마겟돈 (2007년 3월 29일 출시)
  - 하츠 오브 아이언 2: 민주주의의 병기창 (2010년 2월 23일 출시)
  - 하츠 오브 아이언 2: 철 십자가 (2010년 10월 7일 출시)
  - 하츠 오브 아이언 2: 다키스트 하워 (2011년 4월 9일 출시)
- 하츠 오브 아이언 앤솔러지 (2007년 9월 11일 출시)
- 하츠 오브 아이언 3 (2009년 8월 7일 출시)
  - 하츠 오브 아이언 3: 셈퍼 파이 (2010년 6월 6일 출시)
  - 하츠 오브 아이언 3: 포 더 마더랜드 (2011년 6월 28일 출시)
  - 하츠 오브 아이언 3: 데얼 파네스트 하워 (2012년 9월 27일 출시)
- 하츠 오브 아이언 4 (2016년 6월 6일 출시)
  - 하츠 오브 아이언 4: 투게더 포 빅토리 (2016년 12월 15일 출시)
  - 하츠 오브 아이언 4: 죽거나 또는 물명예 (2017년 6월 14일 출시)
  - 하츠 오브 아이언 4: 웨이킹 더 타이거 (2018년 3월 9일 출시)
  - 하츠 오브 아이언 4: 맨 더 건 (2019년 2월 28일 출시)
  - 하츠 오브 아이언 4: 라 레지스탕스 (2020년 2월 24일 출시)
  - 하츠 오브 아이언 4: 보스포루스 해협 전투 (2020년 10월 14일 출시)
  - 하츠 오브 아이언 4: 노 스텝 백 (2021년 11월 24일 출시)
  - 하츠 오브 아이언 4: 바이 블러드 얼론 (2022년 9월 28일 출시)
  - 하츠 오브 아이언 4: 폭정에 맞서 무장하라 (2023년 10월 11일 출시)
  - 하츠 오브 아이언 4: 충성의 시련 (2024년 3월 7일 출시)

### 스텔라리스 시리즈
- 스텔라리스 (2016년 5월 9일 출시)
  - 스텔라리스: 식물형 종족 팩 (2016년 8월 4일 출시)
  - 스텔라리스: 리바이어던 스토리 팩 (2016년 10월 20일 출시)
  - 스텔라리스: 유토피아 (2017년 4월 6일 출시)
  - 스텔라리스: 머나먼 별 스토리 팩 (2017년 9월 21일 출시)
  - 스텔라리스: 인간형 종족 팩 (2017년 12월 7일 출시)
  - 스텔라리스: 묵시록 (2018년 2월 22일 출시)
  - 스텔라리스: 인조 여명 스토리 팩 (2018년 5월 23일 출시)
  - 스텔라리스: 거대기업 (2018년 12월 6일 출시)
  - 스텔라리스: 고대의 유물 스토리 팩 (2019년 6월 4일 출시)
  - 스텔라리스: 암석형 종족 팩 (2019년 10월 24일 출시)
  - 스텔라리스: 연방 (2020년 3월 16일 출시)
  - 스텔라리스: 네크로이드 종족 팩 (2020년 10월 29일 출시)
  - 스텔라리스: 네메시스 (2021년 4월 16일 출시 예정)

### 로마 시리즈
- 유로파 유니버설리스: 로마 (2008년 4월 14일 출시)
  - 유로파 유니버설리스: 로마: 와이 윅티스 (2008년 11월 19일 출시)
  - 유로파 유니버설리스: 로마: 골드 (2009년 10월 7일 출시)
- 임페라토르: 롬 (2019년 4월 25일 출시)
  - 임페라토르: 롬: 마그나 그라이키아 컨텐츠 팩 (2020년 3월 30일 출시)
  - 임페라토르: 롬: 에페이로스 컨텐츠 팩 (2020년 8월 11일 출시)
  - 임페라토르: 롬: 알렉산더의 후계자 컨텐츠 팩 (2021년 2월 15일 출시)

### 패러독스에서 유통한 게임
- 북구의 왕관 (2003년 7월 23일 출시)
- 두 개의 왕좌 (2004년 2월 10일 출시)
- 디플로머시 (2005년 10월 4일 출시)
- 마운트 앤 블레이드 (2008년 9월 16일 출시)
  - 마운트 앤 블레이드: 워밴드 (2010년 3월 30일 출시)
- 라이언하트: 킹스 크루세이드 (2010년 10월 8일 출시)
- 패러독스 전략 6종 세트 (2005년 2월 23일 출시)
- 나발 워 아틱 서클 (2012년 4월 11일 출시)
- 센코쿠 (2011년 9월 16일 출시)
- 독수리들의 행진 (2013년 2월 14일 출시)

### 개발 중지
- 마그나 문디
- 하츠 오브 아이언 3: 동 대 서
- 룬 마스터

## 패러독스 인터랙티브에서 퍼블리싱 한 게임들

### 콜로설 오더
- 시티즈 인 모션
- 시티즈 인 모션 2
- 시티즈: 스카이라인
- 시티즈: 스카이라인 II

### 옵시디언 엔터테인먼트
- 필라스 오브 이터니티
  - 필라스 오브 이터니티 화이트 마치
- 티러니

## 같이 보기
- 패러독스 디벨로프먼트 스튜디오